# Miocardio aturdido
El miocardio aturdido es un trastorno en el corazón definido como una alteración temporal de la función del músculo cardíaco en alguna sección del ventrículo izquierdo en reposo. La ausencia de función contráctil del miocardio aturdido ocurre cuando ha habido de una interrupción transitoria y de corta duración del flujo de alguna rama de las arterias coronarias, fundamentalmente posterior a un infarto de miocardio. Una vez que se restaura el flujo sanguíneo, total o casi totalmente, se ve una tardía recuperación del miocardio afectado. Esta es una disfunción segmentaria que persiste durante un período de tiempo variable, horas, días o semanas.
Este tipo de fallo puede aparecer incluso después de resolver la isquemia, por ejemplo por medio de la angioplastia o la cirugía de revascularización coronaria. En esta situación, mientras que el flujo sanguíneo miocárdico regresa a la normalidad, la función en esa región tarda en volver por un periodo de tiempo variable.

## Patogenia
Después de que se produce un estado de total isquemia, el miocardio pasa inmediatamente a utilizar la glucólisis anaeróbica que resulta en una disminución de la capacidad para producir fosfatos de alta energía como el ATP y fosfato de creatina. La falta de energía y la acumulación de lactato como producto, causa el cese de la contracción en unos 60 segundos desde el inicio de la isquemia. Posterior a esto aparece el período de "aturdimiento miocárdico", en el que el músculo sufre daño isquémico reversible.